# 18.ª etapa del Tour de Francia 2025
La 18.ª etapa del Tour de Francia 2025 tuvo lugar el 24 de julio de 2025 y consistió en una etapa de montaña con inicio en la localidad de Vif y final en  Col de la Loze, sobre un recorrido de 171,5 km. El vencedor fue el australiano Ben O'Connor del equipo Team Jayco AlUla, esloveno Tadej Pogačar del equipo UAE Team Emirates XRG se mantuvo como líder de la prueba.

## Clasificación de la etapa
| Vif - Col de la Loze | etapa de montaña | (171,5 km) |

- Las clasificaciones de la etapa finalizaron de la siguiente forma:[3]

| \| Clasificación de la etapa \| Clasificación de la etapa \| Clasificación de la etapa \| Clasificación de la etapa \| Clasificación de la etapa \| \| Ciclista \| Ciclista \| Equipo \| Tiempo \| \| \| ------------------------- \| -------------------------- \| -------------------------- \| ------------------------- \| ------------------------- \| \| 1.º \| Ben O'Connor \| Team Jayco AlUla \| 5 h 03 min 47 s \| \| \| 2.º \| Tadej Pogačar \| UAE Team Emirates XRG \| + 1 min 45 s \| \| \| 3.º \| Jonas Vingegaard \| Team Visma \\| Lease a Bike \| + 1 min 54 s \| \| \| 4.º \| Oscar Onley \| Team Picnic-PostNL \| + 1 min 58 s \| \| \| 5.º \| Einer Rubio \| Movistar Team \| + 2 min 00 s \| \| \| 6.º \| Felix Gall \| Decathlon-AG2R La Mondiale \| + 2 min 25 s \| \| \| 7.º \| Primož Roglič \| Red Bull-Bora-Hansgrohe \| + 2 min 46 s \| \| \| 8.º \| Adam Yates \| UAE Team Emirates XRG \| + 3 min 03 s \| \| \| 9.º \| Tobias Halland Johannessen \| Uno-X Mobility \| + 3 min 09 s \| \| \| 10.º \| Sepp Kuss \| Team Visma \\| Lease a Bike \| + 3 min 26 s \| \| |                            |                            |                 |
| |                            |                            |                 |
| Fuentes: ProCyclingStats Cycling Quotient |                            |                            |                 |
| Clasificación de la etapa |                            |                            |                 |
| Ciclista | Ciclista                   | Equipo                     | Tiempo          |
| 1.º | Ben O'Connor               | Team Jayco AlUla           | 5 h 03 min 47 s |
| 2.º | Tadej Pogačar              | UAE Team Emirates XRG      | + 1 min 45 s    |
| 3.º | Jonas Vingegaard           | Team Visma \| Lease a Bike | + 1 min 54 s    |
| 4.º | Oscar Onley                | Team Picnic-PostNL         | + 1 min 58 s    |
| 5.º | Einer Rubio                | Movistar Team              | + 2 min 00 s    |
| 6.º | Felix Gall                 | Decathlon-AG2R La Mondiale | + 2 min 25 s    |
| 7.º | Primož Roglič              | Red Bull-Bora-Hansgrohe    | + 2 min 46 s    |
| 8.º | Adam Yates                 | UAE Team Emirates XRG      | + 3 min 03 s    |
| 9.º | Tobias Halland Johannessen | Uno-X Mobility             | + 3 min 09 s    |
| 10.º | Sepp Kuss                  | Team Visma \| Lease a Bike | + 3 min 26 s    |

## Clasificaciones al final de la etapa

### Clasificación general(Maillot Jaune)[4]
| \| Clasificación general \| Clasificación general \| Clasificación general \| Clasificación general \| Clasificación general \| \| Ciclista \| Ciclista \| Equipo \| Tiempo \| \| \| --------------------- \| -------------------------- \| -------------------------- \| --------------------- \| --------------------- \| \| 1.º \| Tadej Pogačar \| UAE Team Emirates XRG \| 66 h 55 min 42 s \| \| \| 2.º \| Jonas Vingegaard \| Team Visma \\| Lease a Bike \| + 4 min 26 s \| \| \| 3.º \| Florian Lipowitz \| Red Bull-Bora-Hansgrohe \| + 11 min 01 s \| \| \| 4.º \| Oscar Onley \| Team Picnic-PostNL \| + 11 min 23 s \| \| \| 5.º \| Primož Roglič \| Red Bull-Bora-Hansgrohe \| + 12 min 49 s \| \| \| 6.º \| Felix Gall \| Decathlon-AG2R La Mondiale \| + 15 min 36 s \| \| \| 7.º \| Kévin Vauquelin \| Arkéa-B&B Hotels \| + 16 min 15 s \| \| \| 8.º \| Tobias Halland Johannessen \| Uno-X Mobility \| + 18 min 31 s \| \| \| 9.º \| Ben Healy \| EF Education-EasyPost \| + 25 min 41 s \| \| \| 10.º \| Ben O'Connor \| Team Jayco AlUla \| + 29 min 19 s \| \| |                            |                            |                  |
| |                            |                            |                  |
| Fuentes: ProCyclingStats Cycling Quotient |                            |                            |                  |
| Clasificación general |                            |                            |                  |
| Ciclista | Ciclista                   | Equipo                     | Tiempo           |
| 1.º | Tadej Pogačar              | UAE Team Emirates XRG      | 66 h 55 min 42 s |
| 2.º | Jonas Vingegaard           | Team Visma \| Lease a Bike | + 4 min 26 s     |
| 3.º | Florian Lipowitz           | Red Bull-Bora-Hansgrohe    | + 11 min 01 s    |
| 4.º | Oscar Onley                | Team Picnic-PostNL         | + 11 min 23 s    |
| 5.º | Primož Roglič              | Red Bull-Bora-Hansgrohe    | + 12 min 49 s    |
| 6.º | Felix Gall                 | Decathlon-AG2R La Mondiale | + 15 min 36 s    |
| 7.º | Kévin Vauquelin            | Arkéa-B&B Hotels           | + 16 min 15 s    |
| 8.º | Tobias Halland Johannessen | Uno-X Mobility             | + 18 min 31 s    |
| 9.º | Ben Healy                  | EF Education-EasyPost      | + 25 min 41 s    |
| 10.º | Ben O'Connor               | Team Jayco AlUla           | + 29 min 19 s    |

### Clasificación por puntos(Maillot Vert)[5]
| Clasificación por puntos | Clasificación por puntos | Clasificación por puntos   | Clasificación por puntos | Clasificación por puntos |
| Ciclista                 | Ciclista                 | Equipo                     | Puntos                   |                          |
| ------------------------ | ------------------------ | -------------------------- | ------------------------ | ------------------------ |
| 1.º                      | Jonathan Milan           | Lidl-Trek                  | 332 pts                  |                          |
| 2.º                      | Tadej Pogačar            | UAE Team Emirates XRG      | 257 pts                  |                          |
| 3.º                      | Biniam Girmay            | Intermarché-Wanty          | 196 pts                  |                          |
| 4.º                      | Jonas Vingegaard         | Team Visma \| Lease a Bike | 165 pts                  |                          |
| 5.º                      | Tim Merlier              | Soudal Quick-Step          | 156 pts                  |                          |
| 6.º                      | Anthony Turgis           | Team TotalEnergies         | 154 pts                  |                          |
| 7.º                      | Jonas Abrahamsen         | Uno-X Mobility             | 143 pts                  |                          |
| 8.º                      | Quinn Simmons            | Lidl-Trek                  | 110 pts                  |                          |
| 9.º                      | Arnaud De Lie            | Lotto                      | 110 pts                  |                          |
| 10.º                     | Oscar Onley              | Team Picnic-PostNL         | 104 pts                  |                          |

### Clasificación de la montaña(Maillot à Pois Rouges)[6]
| Clasificación de la montaña | Clasificación de la montaña | Clasificación de la montaña | Clasificación de la montaña | Clasificación de la montaña |
| Ciclista                    | Ciclista                    | Equipo                      | Puntos                      |                             |
| --------------------------- | --------------------------- | --------------------------- | --------------------------- | --------------------------- |
| 1.º                         | Tadej Pogačar               | UAE Team Emirates XRG       | 105 pts                     |                             |
| 2.º                         | Jonas Vingegaard            | Team Visma \| Lease a Bike  | 89 pts                      |                             |
| 3.º                         | Lenny Martinez              | Bahrain Victorious          | 72 pts                      |                             |
| 4.º                         | Thymen Arensman             | Ineos Grenadiers            | 65 pts                      |                             |
| 5.º                         | Ben O'Connor                | Team Jayco AlUla            | 51 pts                      |                             |
| 6.º                         | Felix Gall                  | Decathlon-AG2R La Mondiale  | 40 pts                      |                             |
| 7.º                         | Michael Woods               | Israel-Premier Tech         | 38 pts                      |                             |
| 8.º                         | Valentin Paret-Peintre      | Soudal Quick-Step           | 36 pts                      |                             |
| 9.º                         | Ben Healy                   | EF Education-EasyPost       | 35 pts                      |                             |
| 10.º                        | Oscar Onley                 | Team Picnic-PostNL          | 34 pts                      |                             |

### Clasificación del mejor joven(Maillot Blanc)[7]
| Clasificación del mejor joven | Clasificación del mejor joven | Clasificación del mejor joven | Clasificación del mejor joven | Clasificación del mejor joven |
| Ciclista                      | Ciclista                      | Equipo                        | Tiempo                        |                               |
| ----------------------------- | ----------------------------- | ----------------------------- | ----------------------------- | ----------------------------- |
| 1.º                           | Florian Lipowitz              | Red Bull-Bora-Hansgrohe       | 67 h 06 min 43 s              |                               |
| 2.º                           | Oscar Onley                   | Team Picnic-PostNL            | + 22 s                        |                               |
| 3.º                           | Kévin Vauquelin               | Arkéa-B&B Hotels              | + 5 min 14 s                  |                               |
| 4.º                           | Ben Healy                     | EF Education-EasyPost         | + 14 min 40 s                 |                               |
| 5.º                           | Ilan Van Wilder               | Soudal Quick-Step             | + 1 h 49 min 09 s             |                               |
| 6.º                           | Raúl García Pierna            | Arkéa-B&B Hotels              | + 1 h 53 min 09 s             |                               |
| 7.º                           | Romain Grégoire               | Groupama-FDJ                  | + 1 h 57 min 30 s             |                               |
| 8.º                           | Alex Baudin                   | EF Education-EasyPost         | + 2 h 16 min 34 s             |                               |
| 9.º                           | Joseph Blackmore              | Israel-Premier Tech           | + 2 h 18 min 29 s             |                               |
| 10.º                          | Quinn Simmons                 | Lidl-Trek                     | + 2 h 27 min 51 s             |                               |

### Clasificación por equipos(Classement par Équipe)[8]
| Clasificación por equipos | Clasificación por equipos       | Clasificación por equipos | Clasificación por equipos |
| Equipo                    | Equipo                          | Tiempo                    |                           |
| ------------------------- | ------------------------------- | ------------------------- | ------------------------- |
| 1.º                       | Team Visma \| Lease a Bike      | 201 h 36 min 51 s         |                           |
| 2.º                       | UAE Team Emirates XRG           | + 14 min 00 s             |                           |
| 3.º                       | Red Bull-BORA-hansgrohe         | + 1 h 03 min 46 s         |                           |
| 4.º                       | Arkéa-B&B Hotels                | + 1 h 48 min 18 s         |                           |
| 5.º                       | Decathlon AG2R La Mondiale Team | + 2 h 05 min 09 s         |                           |
| 6.º                       | Movistar Team                   | + 2 h 34 min 08 s         |                           |
| 7.º                       | Ineos Grenadiers                | + 2 h 49 min 40 s         |                           |
| 8.º                       | Groupama-FDJ                    | + 3 h 04 min 43 s         |                           |
| 9.º                       | Team Picnic-PostNL              | + 3 h 05 min 18 s         |                           |
| 10.º                      | XDS Astana Team                 | + 3 h 05 min 18 s         |                           |

## Abandonos
- Carlos Rodríguez (INEOS Grenadiers) no comenzó la la disputa de la etapa como consecuencia de una caída el día anterior.
- Cyril Barthe (Groupama-FDJ) no comenzó la la disputa de la etapa como consecuencia de una caída el día anterior.
- Enric Mas (Movistar Team) no finalizó la etapa.